# Villaggi Schisina

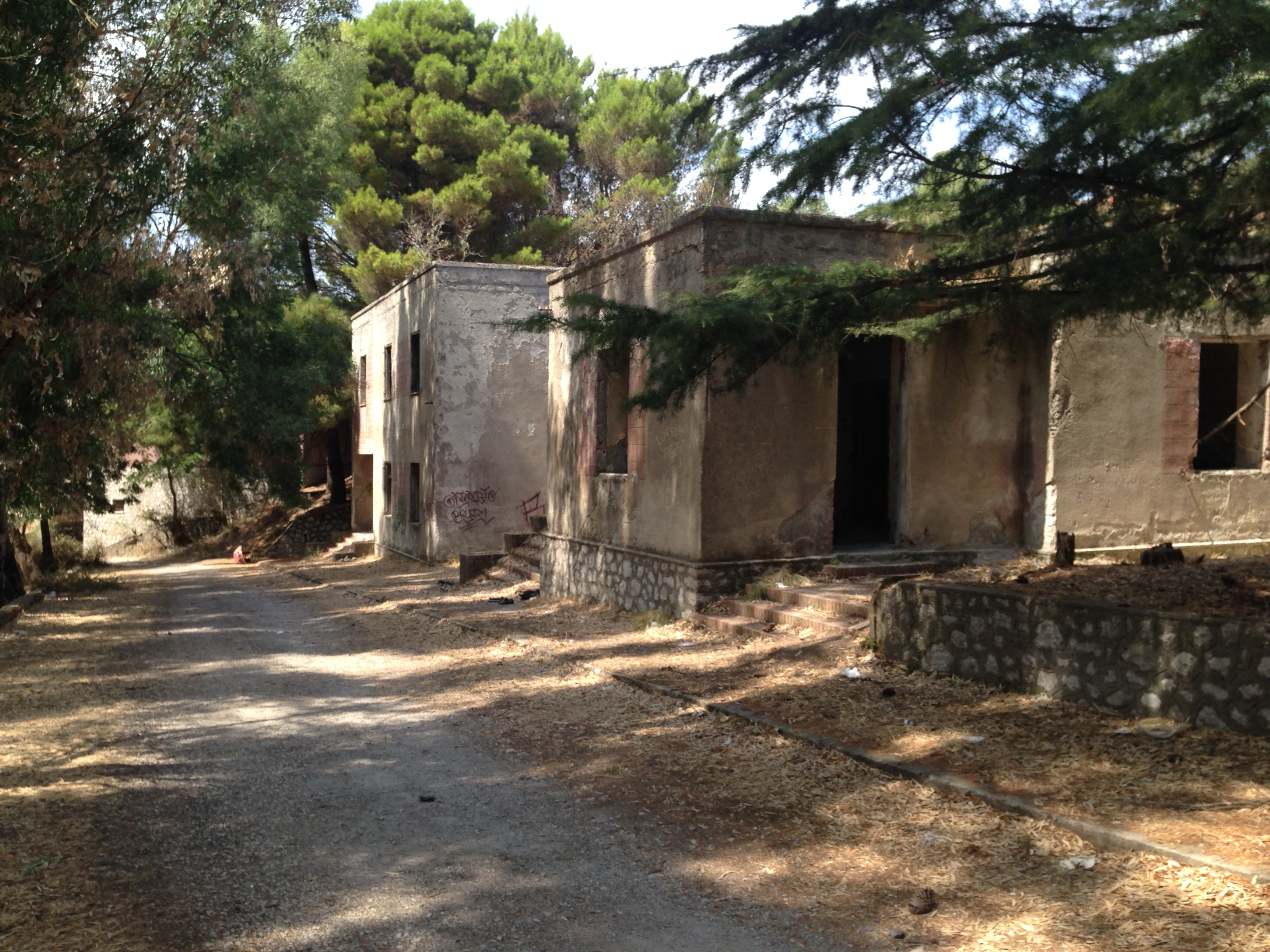
Villagi Schisina op Sicilië

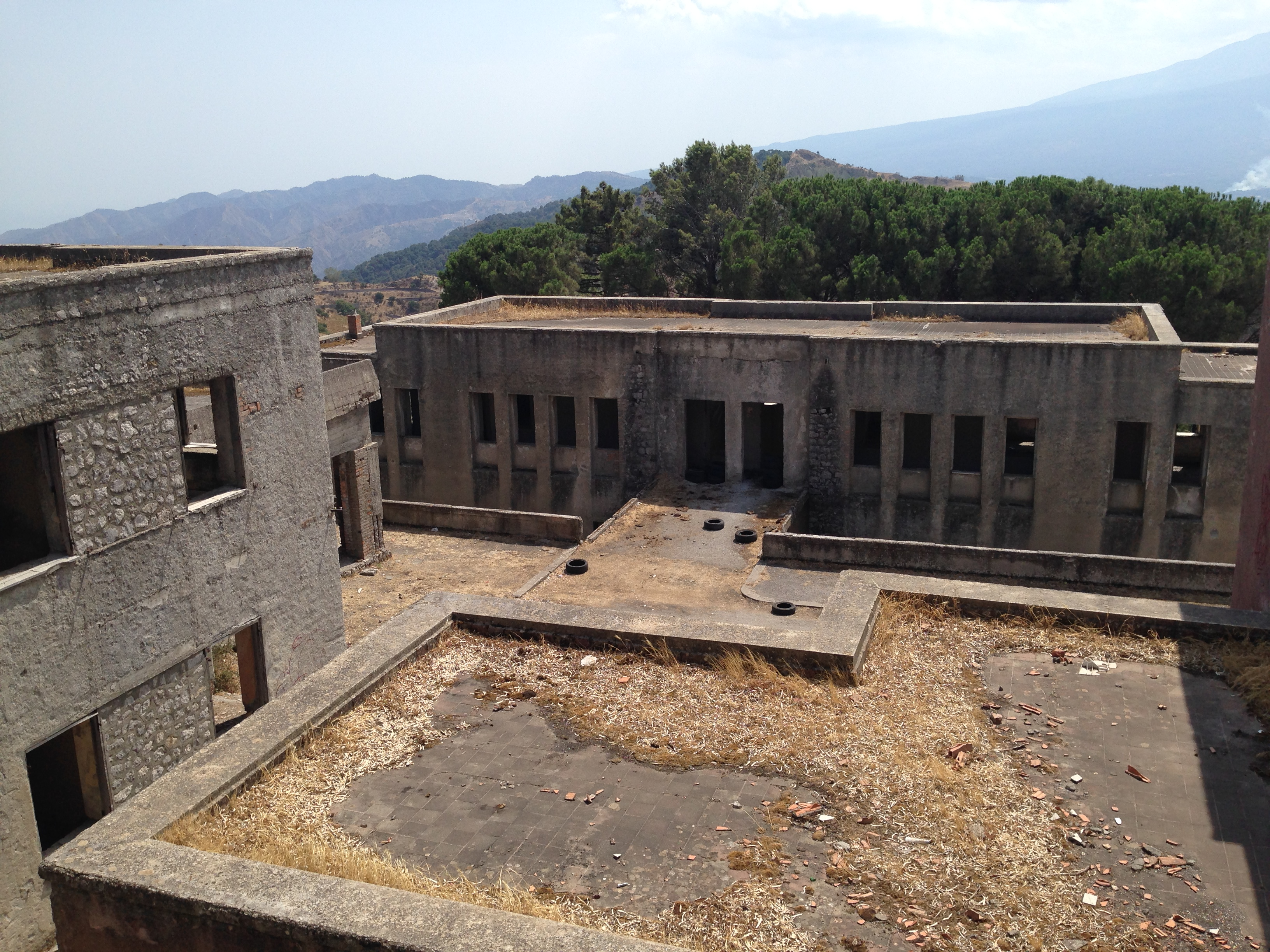
'dorpsplein'

De Villaggi Schisina zijn zeven spookdorpen op Sicilië, een eiland van Italië. De dorpen staan op het grondgebied van de gemeente Francavilla di Sicilia in de metropolitane stad Messina.
De namen van de dorpen zijn Borgo Schisina, Borgo San Giovanni, Bucceri-Monastero, Pietra Pizzuta, Malfitana, Piano Torre en Borgo Morfia. Het grootste dorp is Borgo Schisina, dat de naam gegeven heeft aan het geheel. Ze staan langsheen de Nationale Baan 185 in het hoogland waaruit de Alcantara ontspringt.

## Historiek
In 1950 besliste de regio Sicilië om in het oosten het grootgrondbezit in de landbouw aan te pakken. Het plan tot landbouwhervorming was dubbel. Grootgrondbezitters, onder wie enkele edelen, werden met enige dwang verplicht akkers te verkopen en kregen een beloning indien ze dit snel deden. Anderzijds werden kleine gemeenschappen van landbouwers gesticht die geen landbouwgronden bezaten. Zeven dorpen met 164 woningen werden in de jaren 1950 neergezet. Aan elke woning werd een te verbouwen terrein van enkele hectare verbonden. In het grootste dorp, Borgo Schisina, werden een kerk- en schoolgebouw gemetseld.
In 1960 waren slechts vijftien van de 164 woningen bewoond. De reden van leegstand waren de te kleine woningen. Elke woning had slechts twee kamers: een keuken van 4x4 m en een woonkamer-slaapkamer. Er was nergens stromend water noch elektriciteit want de regionale energiemaatschappij was niet klaar met verbindingen tot in het hoogland.
Nergens werden de landbouwterreinen ontgonnen. Schapen van de onteigende grootgrondbezitters graasden op de terreinen. De Villaggi Schisina werden verlaten na modderstromen en een aardbeving.
De cineast Michelangelo Antonioni nam hier enkele scènes op voor zijn film L'avventura (1960).
In 2016 publiceerden Cristiano La Mantia en Giovanni Polizzi een fotoboek over de Villaggi Schisina. Hierin tonen ze de verwaarloosde huizen samen met de vergezichten op de Etna. 